# Microrégion d'Estância
 (avril 2023).
Si vous disposez d'ouvrages ou d'articles de référence ou si vous connaissez des sites web de qualité traitant du thème abordé ici, merci de compléter l'article en donnant les références utiles à sa vérifiabilité et en les liant à la section « Notes et références ».
Pour les articles homonymes, voir Estancia (homonymie).

Localisation de la microrégion d'Estância

La microrégion d'Estância est l'une des sept microrégions qui subdivisent l'Est de l'État du Sergipe au Brésil.
Elle comporte 4 municipalités qui regroupaient 121 720 habitants en 2006 pour une superficie totale de 2 055 km².

## Municipalités[1]
- Estância
- Indiaroba
- Itaporanga d'Ajuda
- Santa Luzia do Itanhy